# Bruce Hornsby

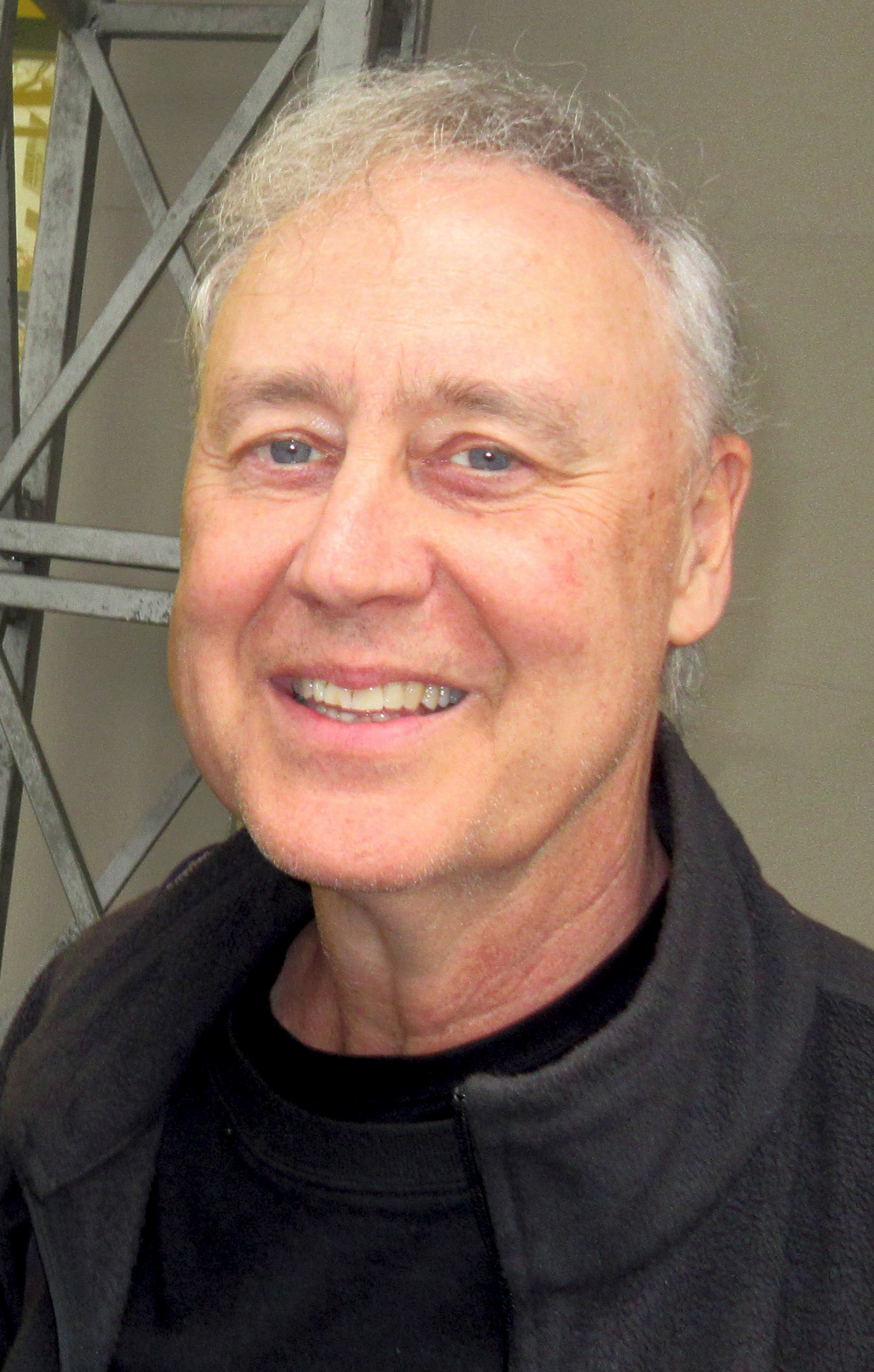
Bruce Hornsby (2019)

Bruce Randall Hornsby (* 23. November 1954 in Williamsburg, Virginia) ist ein US-amerikanischer Sänger, Pianist und Songwriter. Seine Musik verbindet verschiedene Stilrichtungen von Pop und Jazz bis Bluegrass.

## Leben und Werk
Hornsby wurde am renommierten Berklee College of Music ausgebildet. Weltweit bekannt wurde er 1986 mit seinem Hit The Way It Is, der in den USA Platz 1 erreichte. Für das gleichnamige Album, das er wie auch die Nachfolger Scenes from the Southside (1988) und A Night on the Town (1990) mit seiner Band The Range aufnahm, erhielt er zusammen mit der Band seinen ersten Grammy als bester neuer Künstler. In den 1990er Jahren setzte Hornsby seine Karriere als Solokünstler fort und veröffentlichte verschiedene Alben. Ende der 1990er Jahre formierte er als feste Gruppe The Noise Makers aus den Musikern seiner Tournee-Begleitband.
Neben seinen Soloprojekten arbeitete Hornsby auch vielfach mit anderen Musikern zusammen, etwa Bill Evans, Stevie Nicks, Pat Metheny, Don Henley oder Bonnie Raitt. Für Huey Lewis schrieb er 1986 den Hit Jacob's Ladder und für Henley The End of the Innocence. Zu Beginn der 1990er Jahre trat er nach dem Tod des Keyboarders Brent Mydland als zeitweises Mitglied der Grateful Dead auf. 2007 entstanden in Zusammenarbeit mit dem Country- und Bluegrass-Musiker Ricky Skaggs das Album Ricky Skaggs & Bruce Hornsby, sowie in Zusammenarbeit mit dem bekannten Schlagzeuger Jack DeJohnette und dem Bassisten Christian McBride das vielbeachtete Jazz-Album Camp Meeting.

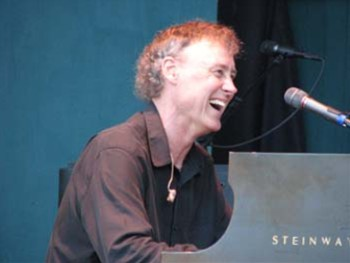
Bruce Hornsby (2006)

Besonders für seine instrumentale Musik wurde er mehrfach für einen Grammy nominiert und zweimal ausgezeichnet:
- 1990 für The Valley Road zusammen mit der Nitty Gritty Dirt Band als beste Bluegrass-Aufnahme
- 1994 mit Branford Marsalis für Barcelona Mona, geschrieben für die Olympischen Sommerspiele 1992, als bestes Pop-Instrumental

## Privatleben
Bruce Hornsby ist seit 1983 mit Kathy Hornsby, geborene Yankovic, verheiratet. Sie haben Zwillingssöhne, geboren am 30. Januar 1992, die nach berühmten Klavierspielern benannt sind: Russell nach Leon Russell, mit dem Bruce Hornsby um 1990 mehrmals zusammenarbeitete, und Keith nach Keith Jarrett. Russell Hornsby ist Schauspieler, Keith Hornsby ist professioneller Basketballspieler und spielte in der Basketball-Bundesliga 2020/21 für die EWE Baskets Oldenburg.

## Diskografie

### Studioalben
| Jahr | Titel                     | Höchstplatzierung, Gesamtwochen, AuszeichnungChartplatzierungen (Jahr, Titel, Platzierungen, Wochen, Auszeichnungen, Anmerkungen) | Höchstplatzierung, Gesamtwochen, AuszeichnungChartplatzierungen (Jahr, Titel, Platzierungen, Wochen, Auszeichnungen, Anmerkungen) | Höchstplatzierung, Gesamtwochen, AuszeichnungChartplatzierungen (Jahr, Titel, Platzierungen, Wochen, Auszeichnungen, Anmerkungen) | Höchstplatzierung, Gesamtwochen, AuszeichnungChartplatzierungen (Jahr, Titel, Platzierungen, Wochen, Auszeichnungen, Anmerkungen) | Höchstplatzierung, Gesamtwochen, AuszeichnungChartplatzierungen (Jahr, Titel, Platzierungen, Wochen, Auszeichnungen, Anmerkungen) | Anmerkungen                                                       |
| Jahr | Titel                     | DE | AT | CH | UK | US | Anmerkungen                                                       |
| ---- | ------------------------- | --- | --- | --- | --- | --- | ----------------------------------------------------------------- |
| 1986 | The Way It Is             | DE10 Gold · (36 Wo.)DE | — | CH16 (6 Wo.)CH | UK16 Silber · (26 Wo.)UK | US3 ×3Dreifachplatin · (73 Wo.)US                                                                                                 | Erstveröffentlichung: 1. April 1986 als Bruce Hornsby & The Range |
| 1988 | Scenes from the Southside | DE12 (24 Wo.)DE | AT27 (4 Wo.)AT | CH19 (4 Wo.)CH | UK18 Gold · (18 Wo.)UK | US5 Platin · (27 Wo.)US | Erstveröffentlichung: 3. Mai 1988 als Bruce Hornsby & The Range   |
| 1990 | A Night on the Town       | DE36 (10 Wo.)DE | — | CH29 (3 Wo.)CH | UK23 Silber · (7 Wo.)UK | US20 Gold · (21 Wo.)US | Erstveröffentlichung: 25. Mai 1990 als Bruce Hornsby & The Range  |
| 1993 | Harbor Lights             | DE54 (8 Wo.)DE | — | — | UK32 (3 Wo.)UK | US46 Gold · (16 Wo.)US | Erstveröffentlichung: 6. April 1993                               |
| 1995 | Hot House                 | DE65 (9 Wo.)DE | — | CH47 (2 Wo.)CH | — | US68 (12 Wo.)US | Erstveröffentlichung: 18. Juli 1995                               |
| 1998 | Spirit Trail              | — | — | — | — | US148 (2 Wo.)US | Erstveröffentlichung: 13. Oktober 1998                            |
| 2004 | Halcyon Days              | DE92 (1 Wo.)DE | — | — | — | US86 (2 Wo.)US | Erstveröffentlichung: 17. August 2004                             |
| 2009 | Levitate                  | — | — | — | — | US116 (1 Wo.)US | Erstveröffentlichung: 15. September 2009 mit The Noisemakers      |
| 2019 | Absolute Zero             | — | — | — | — | US—US | Erstveröffentlichung: 12. April 2019                              |
| 2020 | Non-Secure Connection     | — | — | — | — | — | Erstveröffentlichung: 14. August 2020                             |
| 2022 | Flicted                   | — | — | — | — | — | Erstveröffentlichung: 20. Mai 2022                                |

### Livealben
| Jahr | Titel                      | Höchstplatzierung, Gesamtwochen, AuszeichnungChartplatzierungen (Jahr, Titel, Platzierungen, Wochen, Auszeichnungen, Anmerkungen) | Höchstplatzierung, Gesamtwochen, AuszeichnungChartplatzierungen (Jahr, Titel, Platzierungen, Wochen, Auszeichnungen, Anmerkungen) | Höchstplatzierung, Gesamtwochen, AuszeichnungChartplatzierungen (Jahr, Titel, Platzierungen, Wochen, Auszeichnungen, Anmerkungen) | Höchstplatzierung, Gesamtwochen, AuszeichnungChartplatzierungen (Jahr, Titel, Platzierungen, Wochen, Auszeichnungen, Anmerkungen) | Höchstplatzierung, Gesamtwochen, AuszeichnungChartplatzierungen (Jahr, Titel, Platzierungen, Wochen, Auszeichnungen, Anmerkungen) | Anmerkungen                            |
| Jahr | Titel                      | DE | AT | CH | UK | US | Anmerkungen                            |
| ---- | -------------------------- | --- | --- | --- | --- | --- | -------------------------------------- |
| 2000 | Here Come the Noise Makers | — | — | — | — | US167 (1 Wo.)US | Erstveröffentlichung: 24. Oktober 2000 |
| 2011 | Bride of the Noisemakers   | — | — | — | — | US125 (1 Wo.)US | Erstveröffentlichung: 7. Juni 2011     |

Weitere Alben
- 1986: Live: The Way It Is Tour (1986-1987) (als Bruce Hornsby & The Range)
- 1991: Rockpalast Live (als Bruce Hornsby & The Range)
- 2002: Big Swing Face
- 2003: Greatest Radio Hits
- 2004: Bruce Hornsby & Friends
- 2005: Three Nights on the Town
- 2005: Intersections (1985–2005)
- 2005: Piano Jazz (mit Marian McPartland)
- 2007: Ricky Skaggs & Bruce Hornsby (mit Ricky Skaggs)
- 2007: Camp Meeting (mit Christian McBride, Jack DeJohnette & Pat Metheny)
- 2010: Playlist: The Very Best of
- 2014: Solo Concerts
- 2015: The Essential
- 2016: Rehab Reunion (mit The Noisemakers)

### Singles
| Jahr | Titel Album                                   | Höchstplatzierung, Gesamtwochen, AuszeichnungChartplatzierungen (Jahr, Titel, Album, Platzierungen, Wochen, Auszeichnungen, Anmerkungen) | Höchstplatzierung, Gesamtwochen, AuszeichnungChartplatzierungen (Jahr, Titel, Album, Platzierungen, Wochen, Auszeichnungen, Anmerkungen) | Höchstplatzierung, Gesamtwochen, AuszeichnungChartplatzierungen (Jahr, Titel, Album, Platzierungen, Wochen, Auszeichnungen, Anmerkungen) | Höchstplatzierung, Gesamtwochen, AuszeichnungChartplatzierungen (Jahr, Titel, Album, Platzierungen, Wochen, Auszeichnungen, Anmerkungen) | Höchstplatzierung, Gesamtwochen, AuszeichnungChartplatzierungen (Jahr, Titel, Album, Platzierungen, Wochen, Auszeichnungen, Anmerkungen) | Anmerkungen                                                      |
| Jahr | Titel Album                                   | DE | AT | CH | UK | US | Anmerkungen                                                      |
| ---- | --------------------------------------------- | --- | --- | --- | --- | --- | ---------------------------------------------------------------- |
| 1986 | Every Little Kiss The Way It Is               | — | — | — | — | US14 (24 Wo.)US | Erstveröffentlichung: Mai 1986 als Bruce Hornsby & The Range     |
| 1986 | The Way It Is                                 | DE16 (18 Wo.)DE | — | CH15 (8 Wo.)CH | UK15 Gold · (11 Wo.)UK | US1 (22 Wo.)US | Erstveröffentlichung: Juli 1986 als Bruce Hornsby & The Range    |
| 1987 | Mandolin Rain The Way It Is                   | — | — | — | UK70 (3 Wo.)UK | US4 (18 Wo.)US | Erstveröffentlichung: Januar 1987 als Bruce Hornsby & The Range  |
| 1988 | The Valley Road Scenes from the Southside     | — | — | — | UK44 (4 Wo.)UK | US5 (16 Wo.)US | Erstveröffentlichung: April 1988 als Bruce Hornsby & The Range   |
| 1988 | Look Out Any Window Scenes from the Southside | — | — | — | UK88 (1 Wo.)UK | US35 (12 Wo.)US | Erstveröffentlichung: Juli 1988 als Bruce Hornsby & The Range    |
| 1990 | Across the River A Night on the Town          | — | — | — | UK85 (3 Wo.)UK | US18 (16 Wo.)US | Erstveröffentlichung: Juni 1990 als Bruce Hornsby & The Range    |
| 1990 | Lost Soul A Night on the Town                 | — | — | — | — | US84 (3 Wo.)US | Erstveröffentlichung: Oktober 1990 als Bruce Hornsby & The Range |
| 1993 | Fields of Gray Harbor Lights                  | DE67 (10 Wo.)DE | — | — | — | US69 (11 Wo.)US | Erstveröffentlichung: September 1993                             |
| 1995 | Walk in the Sun Hot House                     | DE68 (11 Wo.)DE | — | — | — | US54 (9 Wo.)US | Erstveröffentlichung: August 1995                                |

Weitere Singles
- 2019: Voyager One[5]

## Auszeichnungen für Musikverkäufe
| Goldene Schallplatte - Kanada - 1990: für das Album A Night on the Town Platin-Schallplatte - Australien - 2002: für das Album The Way It Is - Kanada - 1988: für das Album Scenes from the Southside | 2× Platin-Schallplatte - Kanada - 1987: für das Album The Way It Is |

Anmerkung: Auszeichnungen in Ländern aus den Charttabellen bzw. Chartboxen sind in ebendiesen zu finden.
| Land/RegionAuszeichnungen für Musikverkäufe (Land/Region, Auszeichnungen, Verkäufe, Quellen) | Silber     | Gold     | Platin     | Verkäufe  | Quellen           |
| -------------------------------------------------------------------------------------------- | ---------- | -------- | ---------- | --------- | ----------------- |
| Australien (ARIA)                                                                            | —          | —        | Platin1    | 70.000    | aria.com.au       |
| Deutschland (BVMI)                                                                           | —          | Gold1    | —          | 250.000   | musikindustrie.de |
| Kanada (MC)                                                                                  | —          | Gold1    | 3× Platin3 | 350.000   | musiccanada.com   |
| Vereinigte Staaten (RIAA)                                                                    | —          | 2× Gold2 | 4× Platin4 | 5.000.000 | riaa.com          |
| Vereinigtes Königreich (BPI)                                                                 | 2× Silber2 | 2× Gold2 | —          | 620.000   | bpi.co.uk         |
| Insgesamt                                                                                    | 2× Silber2 | 6× Gold6 | 8× Platin8 |           |                   |